# Калистратов, Константин
Константи́н Калистра́тов (род. 14 августа 1967, Ош) — советский и российский конькобежец. Участник зимних Олимпийских игр 1992 года.

## Биография
Константин Калистратов родился 14 августа 1967 года в городе Ош (сейчас в Кыргызстане).
В соревнованиях по конькобежному спорту выступал за «Динамо» из Свердловска (Екатеринбурга).
В 1990 году стал серебряным призёром чемпионата СССР в классическом многоборье. В том же году выступил на чемпионате мира в классическом многоборье в Инсбруке, где занял 26-е место, не стартовав на дистанции 10 000 метров.
В 1992 году вошёл в состав Объединённой команды на зимних Олимпийских играх в Альбервиле. На дистанции 1500 метров занял 22-е место, показав результат 1 минута 59,02 секунды и уступив 4,21 секунды победителю Юхану-Улафу Коссу из Норвегии.

## Личные рекорды
- 500 метров — 37,44 (1989)[1]
- 1000 метров — 1.15,82 (1991)[1]
- 1500 метров — 1.53,37 (1990)[1]
- 5000 метров — 7.04,91 (1991)[1]
- 10 000 метров — 14.58,36 (1990)[1]